# Andrej Petrovič Šuvalov
Conte Andrej Petrovič Šuvalov, in russo Андрей Петрович Шувалов? (23 giugno 1742 – San Pietroburgo, 24 aprile 1789), è stato un politico russo.

## Biografia
Era l'unico figlio superstite di Pëtr Ivanovič Šuvalov (1711-1762), e di sua moglie, Marija Egorovna Šepeleva (1708-1759), una cara amica delle figlie di Pietro I.
Insieme al suo precettore francese, Le Roa, e a suo fratello, si recò Parigi e Ginevra per completare i suoi studi.

## Carriera
Nel 1748 venne promosso a sergente maggiore delle Guardie a cavallo e il 26 maggio 1751 a cornetta. Nel 1756 venne promosso a tenente. Nello stesso anno fece parte del seguito del conte Michail Petrovič Bestužev-Rumin. Il 17 ottobre, lasciò San Pietroburgo per Varsavia, dove arrivò nel mese di dicembre e venne subito presentato alla corte polacca. Nel luglio 1757 arrivò a Parigi.
Nel 1757 gli venne concesso il titolo di gentiluomo di camera e nel 1758 fu eletto membro onorario dell'Accademia Imperiale di Belle Arti. Il 26 dicembre 1761 venne nominato ciambellano.
Nel breve regno dell'imperatore Pietro III, si è comportato molto correttamente e mantenne la stessa posizione che aveva durante il regno di Caterina I.
Durante il secondo viaggio in Europa, incontrò Voltaire e gli fece visita a Ferney. Nel 1766 ritornò in Russia. Nel 1767 accompagnò l'imperatrice in un  viaggio lungo il Volga.
Fu membro della  Massoneria, frequentò la loggia russa "Perfect Union", composta perlopiù da ufficiali e commercianti inglesi, iscritta dal 1770 nei registri della Gran Loggia di Londra.

## Matrimonio
Nel 1762 sposò Ekaterina Petrovna Saltykova (1743-1817), figlia del maresciallo Pëtr Semënovič Saltykov. Ebbero quattro figli:
- Praskov'ja Andreevna (1767-1828), sposò Michail Andreevič Golicyn;
- Pëtr Andreevič (1771-1808);
- Aleksandra Andreevna (1775-1847), sposò il principe Franz Joseph von Dietrichstein;
- Pavel Andreevič (1776-1823), sposò Varvara Petrovna Šačovskova.

## Ultimi anni e morte
Dopo una missione senza successo in Svezia nel 1775, Šuvalov trascorse i successivi anni  all'estero. Mentre era a Parigi, insieme a sua moglie, strinse dei legami con i luminari della letteratura francese.
Il 2 gennaio 1787 accompagnò l'imperatrice nel suo viaggio in Crimea.
Morì a San Pietroburgo il 24 aprile 1789 e fu sepolto nella Chiesa di Lazzaro del Monastero di Aleksandr Nevskij.